# Helianthemum aganae
Helianthemum aganae är en solvändeväxtart som beskrevs av Marrero Rodr. och R.Mesa. Helianthemum aganae ingår i släktet solvändor, och familjen solvändeväxter. Inga underarter finns listade i Catalogue of Life.